# Кендис Найт
Кендис Найт (на английски: Candice Night) е родена на 8 май 1971 г. в град Хопог на остров Лонг Айлънд край Ню Йорк. На 4 години започва да взима уроци по пеене и актьорско майсторство. На 12-годишна възраст се включва в училищния хор и започва да се снима за постери и реклами. Междувременно колекционира текстове на песни. Занимава се с моделство до 20-годишна възраст. Година и половина работи в радио в Ню Йорк. Среща Ричи Блекмор (тогава член на „Дийп Пърпъл“) по време на футболен мач. Започва кариерата си като беквокалистка на групата Рейнбоу през 1995 г. в албума „Странник във всеки от нас“ (Stranger in Us All). През 1997 г. става вокалистка и автор на текстовете на песните на групата „Блекморс Найт“.

## Семеен живот
През 2008 г. сключва брак с Ричи Блекмор. Двамата имат дъщеря на име Отъм Есмералда, родена 2010 г. През 2012 г. се ражда и синът им, наречен Рори Дартанян.